# Minsheng Bank Building
Het Minsheng Bank Building (ook bekend onder Wuhan International Securities Building) is een wolkenkrabber in Wuhan, Hubei, China.
De hoogte van de wolkenkrabber tot het dak is ruim 290 meter, inclusief de antenne 331 meter. Als het lichtbaken ook wordt meegeteld is de toren in totaal 336 meter hoog. Verder rust de fundering 14 meter in de grond.
Het gebruik van het gebouw is gemengd, het beschikt over woningruimte, kantoren, conferentiezalen, restaurants én een observatiedek. De stijl van het gebouw is postmodernistisch, er wordt hoofdzakelijk gebruikgemaakt van glas en staal.